# Shungnak
Shungnak es una ciudad ubicada en el borough de Northwest Arctic en el estado estadounidense de Alaska. En el Censo de 2010 tenía una población de 262 habitantes y una densidad poblacional de 10,2 personas por km².

## Geografía
Shungnak se encuentra en las coordenadas 66°53′14″N 157°9′50″O / 66.88722, -157.16389. Según la Oficina del Censo de los Estados Unidos, Shungnak tiene una superficie total de 25.68 km², de la cual 23.1 km² corresponden a tierra firme y (10.05%) 2.58 km² es agua.

## Demografía
Según el censo de 2010, había 262 personas residiendo en Shungnak. La densidad de población era de 10,2 hab./km². De los 262 habitantes, Shungnak estaba compuesto por el 5.73% blancos, el 0% eran afroamericanos, el 94.27% eran amerindios, el 0% eran asiáticos, el 0% eran isleños del Pacífico, el 0% eran de otras razas y el 0% pertenecían a dos o más razas. Del total de la población el 0.38% eran hispanos o latinos de cualquier raza.